# New Glenn
Њу Глен (енгл. New Glenn, у преводу „Нови Глен”) је орбитална ракета-носач коју тренутно развија америчка компанија Блу ориџин. Названа је по Џону Глену, првом америчком астронауту који је ушао у орбиту око Земље. По уласку у употребу око 2020. године постаће једна од највећих ракета икада, са пречником од 7 метра и висином између 82 и 95 метара. Радови на дизајну нове ракете у компанији Блу ориџин, чији је власник милијардер Џеф Безос, почели су 2012. године, док су први детаљи о ракети објављени у септембру 2016. године. Први степен ракете за погон ће користити седам БЕ-4 ракетних мотора, које такође производи Блу ориџин, а сагореваће течни кисеоник и течни метан. Први степен моћи ће вишекратно да се користи — након одвајања од другог степена вратиће се и слетети вертикално недалеко од лансирне рампе. Други степен погониће један БЕ-4 мотор са већом млазницом за операцију у вакууму, док ће се за опциони трећи степен користити мањи БЕ-3 ракетни мотор, који ће сагоревати комбинацију течног кисеоника и течног водоника.